# Episodi di Digimon Tamers
La serie anime di cinquantuno episodi di Digimon Tamers, prodotta dalla Toei Animation nel 2001, è la terza serie del media franchise giapponese Digimon. Questa non segue la trama delle due serie precedenti, Adventure e Adventure 02: al contrario, la storia si sviluppa in una versione del mondo reale in cui i Digimon sono creature di un programma televisivo e di un gioco di carte collezionabili; tuttavia, diversi bambini scoprono che queste creature, in teoria immaginarie, esistono in un Digiworld parallelo e stanno provando a giungere nel mondo reale. La serie è diretta da Yukio Kaizawa, con la colonna sonora di Takanori Arisawa e disegni dei personaggi di Katsuyoshi Nakatsuru. Tamers è andato in onda in Giappone sul canale Fuji TV tra il 1º aprile 2001 ed il 31 marzo 2002, mentre in Italia è andato in onda su Rai 2 dal 2 dicembre 2002 al 27 febbraio 2003.
Negli Stati Uniti, la serie debuttò su Fox Kids il 1º settembre 2001. In Italia, invece, la serie fu trasmessa da Rai 2. A causa delle sue differenze con le prime due serie di Digimon, Tamers fu accolto con critiche dai toni discordanti quando fu trasmesso la prima volta. Tim Jones di "THEM Anime" scrive: "Anche se Digimon Tamers ha le sue pecche (lento sviluppo dei personaggi, un cambiamento improvviso in personaggi nuovi rispetto a quelli dell'ultima stagione ed una prima metà poco eccitante), più lo si guarda, più ci si fa coinvolgere, più ci si diverte". In confronto alle prime due serie, Tamers assume toni più cupi nella sua trama. Secondo il doppiatore inglese Dave Wittenberg, la nuova serie possiede "un elemento di serietà" che non era presente nelle prime due stagioni. Inoltre, alcune parti sarebbero capite meglio da spettatori più adulti a causa dell'introduzione di concetti di più difficile comprensione.
La messa in onda di Digimon Tamers in Giappone coincise con l'attacco terroristico dell'11 settembre 2001 e, in almeno un caso, gli eventi sono stati analizzati all'interno del contesto della serie. Margaret Schwartz di "PopMatters" scrive: "Quando la NPR ed altri [...] media iniziarono il dibattito sulle immagini dell'11 settembre, io iniziai a capire quando fosse importante che noi, come cultura, definiamo e viviamo "la realtà". [...] Alcuni dibattono se le scioccanti testimonianze video [...] rappresentino un'esperienza necessaria della catastrofe - perfino una condizione per essa." La Schwartz sottolinea il metaromanzo presente in Tamers, dove "bit di dimenticati dati informatici si sono fusi per trasformarsi in un mondo separato abitato da creature viventi". Riconoscendo la linea tra il bene ed il male nella serie, la Schwartz scrive: "Il male in questa serie consiste nel rifiutarsi di ammettere che i Digimon sono "reali", creature reali, e che la distruzione di uno di essi equivale ad un omicidio". Tramite l'esistenza di reti di telecomunicazione intangibili in quanto "prodotti dell'ingenuità umana", la Schwartz conclude che "alcuni di noi nel mondo 'reale' sono diventati così bravi a giocare la parte dei creatori, a far apparire le 'cose' come creature 'reali', che ormai tendiamo a confonderle".
La canzone di Kōji Wada "The Biggest Dreamer" ("Il sognatore più grande") è stata utilizzata come sigla di apertura nella serie giapponese. Per la serie sono inoltre state usate due sigle di chiusura cantate da Ai Maeda (accreditata come AiM), "My Tomorrow" ("Il mio domani") e "Days: Aijō to Nichijō" (Days −愛情と日常−? "Days: Love and Life") ("Giorni: amore e vita"). In Italia, la base musicale di "The Biggest Dreamer" è stata usata per la sigla iniziale e finale di Tamers, dal nome semplicemente di "Digimon Tamers", cantata dai Manga Boys.

## Episodi
| Nº                             | Titolo italiano Giapponese 「Kanji」 - Rōmaji - Traduzione letterale | In onda           | In onda          |
| Nº                             | Titolo italiano Giapponese 「Kanji」 - Rōmaji - Traduzione letterale | Giapponese        | Italiano         |
| Arco di Hypnos (13 episodi)    | |                   |                  |
| 1                              | Il ritorno dei Digimon 「ギルモン誕生! 僕の考えたデジモン」 - Girumon Tanjō! Boku no Kangaeta Dejimon – "La nascita di Guilmon! Il Digimon che ho inventato" | 1º aprile 2001    | 2 dicembre 2002  |
| 1                              | Un piccolo Digimon bianco di nome Calumon, viene aggredito da un Maildramon. Un DarkTyrannomon lo ingaggia in combattimento e sta per soccombere, ma improvvisamente digievolve in MetalTyrannomon e sconfigge Maildramon. Dall'esplosione generatasi dalla lotta, Calumon finisce in qualche modo nel mondo umano. Nel frattempo, un ragazzo di dieci anni di nome Takato trova una misteriosa carta blu all'interno della sua collezione di carte. Scannerizzando la carta con il suo lettore di carte, quest'ultimo incredibilmente si trasforma in un Digivice. La sua ossessione per il gioco di carte di Digimon lo spinge a disegnare un Digimon creato da lui stesso, i cui disegni vengono scannerizzati dal Digivice. Con i dati scannerizzati dai disegni di Takato, il Digivice crea un Digiuovo reale. Il ragazzo fa uno strano sogno in cui compare una strana Digimon Tamer (ovvero Rika) alle prese con un Digimon, Lynxmon, ma, mentre dorme, il suo Digiuovo si schiude. Grazie al suo Digivice, Takato traccia la posizione del suo Digimon, Guilmon, e lo trova, ma il Digimon sembra essere sul punto di attaccarlo. |                   |                  |
| 2                              | Domatori di Digimon 「君はぼくのともだち テリアモン登場!」 - Kimi wa Boku no Tomodachi Teriamon Tōjō! – "Sei mio amico. Arriva Terriermon!" | 8 aprile 2001     | 4 dicembre 2002  |
| 2                              | Takato fa entrare di nascosto Guilmon a casa sua mentre, nel frattempo, Rika, una Domatrice di Digimon, e la sua Digimon, Renamon, sconfiggono facilmente un Goblimon. Takato deve lasciare Guilmon da solo mentre è a scuola, ma Guilmon lo segue e scatena il caos nella scuola. Takato incontra Henry ed il suo Digimon Terriermon ed inizia a credere di non essere degno di aver ricevuto Guilmon. Mentre cerca un posto in cui Guilmon possa nascondersi, Takato ed il suo Digimon vengono attaccati da Rika e Renamon. |                   |                  |
| 3                              | Un combattimento inutile 「レナモン対ギルモン! 戦いこそがデジモンの命」 - Renamon Tai Girumon! Tatakai Koso ga Dejimon no Inochi – "Renamon VS Guilmon! I Digimon esistono per combattere" | 15 aprile 2001    | 5 dicembre 2002  |
| 3                              | Henry e Terriermon interrompono il combattimento tra Guilmon e Renamon e Takato trova un perfetto nascondiglio per Guilmon quando lui è costretto ad assentarsi. In seguito Guilmon e Renamon riprendono la loro lotta, ma Terriermon, nel tentativo di fermarli ancora, viene colpito da un attacco. Digievolve quindi in Gargomon, ma, troppo saturo d'energia, non riesce a controllare i propri poteri e solo l'intervento di Guilmon gli impedisce di ferire gravemente Rika. |                   |                  |
| 4                              | Un nemico per Terriermon 「テイマーの試練! ゴリモンを倒せ!」 - Teimā no Shiren! Gorimon o Taose! – "La prova del domatore! Sconfiggi Gorimon!" | 22 aprile 2001    | 6 dicembre 2002  |
| 4                              | Gargomon riesce a regredire nuovamente in Terriermon ed Henry riflette sulla distruzione di Digimon veri, viventi, dopo aver parlato con Rika. Ricorda quindi come entrò in possesso del suo Digivice. Il giorno successivo i due sono costretti a dare battaglia a Gorillamon, un Digimon che spesso popola gli incubi di Henry. Terriermon riesce infine a sconfiggere Gorillamon, ma Henry gli impedisce di assorbirne i dati. |                   |                  |
| 5                              | Un Domatore per Calumon 「くるっくるーん! クルモンと遊ぼ!」 - Kurukkurūn! Kurumon to Asobo! – "Culu-Culu! Gioca con Culumon!" | 29 aprile 2001    | 9 dicembre 2002  |
| 5                              | Calumon guarda i ragazzi della scuola di Takato giocare a calcio e desidera di essere un giocatore di calcio veramente bravo. Convince quindi Guilmon ad uscire dal suo nascondiglio e a giocare con lui. Mentre i due sono a scuola, compare un campo digitale dal quale fuoriesce un Vilemon, il quale li attacca. Rika e Renamon li salvano, ma Rika continua a credere che i Digimon siano solo dati e che siano fatti per combattere. |                   |                  |
| 6                              | Renamon digievolve 「パートナーの意味 レナモン進化!」 - Pātonā no Imi, Renamon Shinka! – "Il senso di un partner. Evolviti, Renamon!" | 6 maggio 2001     | 10 dicembre 2002 |
| 6                              | Rika è furiosa con sua madre e anche con Renamon per non essere riuscita a digievolvere durante il combattimento con Allomon, ricevendo aiuto da Guilmon e Terriermon. Renamon si allontana ed incontra Impmon, che cerca di convincerla del fatto che lei non abbia bisogno di un essere umano per diventare più forte. Subito dopo appare un Dokugumon e Renamon viene ferita gravemente. Rika si preoccupa per lei e ciò la fa digievolvere in Kyubimon, la quale riesce poi a sconfiggere Dokugumon con un solo colpo. |                   |                  |
| 7                              | Guilmon in pericolo 「ギルモンが危ない! ぼくの町の冒険」 - Girumon ga Abunai! Boku no Machi no Bōken – "Guilmon è in pericolo! L'avventura nella mia città" | 13 maggio 2001    | 11 dicembre 2002 |
| 7                              | Guilmon svanisce in seguito ad un esperimento. Preoccupati per i loro Digimon, Henry e Rika si uniscono a Takato nella sua missione di liberare Guilmon, senza l'aiuto di Terriermon e Renamon. |                   |                  |
| 8                              | Guilmon digievolve 「ギルモン進化! 西新宿大決戦」 - Girumon Shinka! Nishi Shinjuku Daikessen – "Guilmon, evoluzione! Il grande scontro a Shinjuku Ovest" | 20 maggio 2001    | 12 dicembre 2002 |
| 8                              | Impmon si diverte a spaventare le coppiette appartate al parco durante la notte, ma Takato sospetta che sia Guilmon a causare questi fastidi. Impmon fa uscire Guilmon dal suo nascondiglio e quando Takato non lo trova lì sospetta ancora di più di lui. Quando Guilmon torna, ignaro di tutto ciò che sia successo, dice a Takato di aver spaventato una coppia, causando la rabbia del suo Domatore. Successivamente, appare un Devidramon e Guilmon viene coinvolto in un combattimento. Renamon si rifiuta di unirsi alla battaglia poiché è una questione tra Guilmon e Devidramon. Takato perdona Guilmon dopo aver scoperto di Impmon e Guilmon digievolve in Growlmon, distruggendo Devidramon. |                   |                  |
| 9                              | Un nascondiglio per Growlmon 「ギルモンに戻って! グラウモン騒動」 - Girumon ni Modotte! Guraumon Sōdō – "Ritorna a essere Guilmon! L'incidente di Growmon" | 27 maggio 2001    | 17 dicembre 2002 |
| 9                              | Dopo la battaglia con Devidramon, Takato prova a far regredire Growlmon in Guilmon per riportarlo al suo nascondiglio, ma senza successo. Quando inizia a piovere, Takato dispera di riavere nuovamente il suo vecchio amico indietro. Tuttavia, quando smette di piovere, Growlmon regredisce in Guilmon mentre guarda l'arcobaleno. |                   |                  |
| 10                             | L'orgoglio di Rika 「レナモンは友達! 留姫の迷い」 - Renamon wa Tomodachi! Ruki no Mayoi – "Renamon è mia amica! L'esitazione di Ruki" | 3 giugno 2001     | 18 dicembre 2002 |
| 10                             | Rika si accorge di essere seguita da uno strano essere e si spaventa. Non volendo ammettere la sua paura, rifiuta l'aiuto che Renamon le offre per proteggerla e Renamon ci resta male per le parole dettele da Rika. IceDevimon cattura Rika e le si offre come suo nuovo Digimon partner, ma la ragazza rifiuta. Renamon digievolve in Kyubimon, ma non riesce a fermarlo. Guilmon si unisce alla lotta e distrugge IceDevimon grazie ad una brillante combinazione di carte di Takato. Dopo la battaglia, Rika è ancora spaventata e grida tra le lacrime di odiare tutti i Digimon, facendo scappare via Kyubimon. |                   |                  |
| 11                             | Combo, la tecnica combinata 「新宿大ガード 1分30秒の対決!」 - Shinjuku Dai Gādo Ippun-Sanjūbyou no Taiketsu! – "Attraversamento perdonale a Shinjuku. Il duello di un minuto e mezzo!" | 10 giugno 2001    | 19 dicembre 2002 |
| 11                             | Un Musyamon attacca Henry e Takato presto giunge ad aiutare l'amico. Tuttavia, Guilmon non riesce a vincere questa battaglia da solo, così Henry deve combattere tormentato dai suoi pensieri al riguardo della Digievoluzione di Terriermon, poiché il suo Digimon l'ultima volta non era stato in grado di controllare il potere di Gargomon. Improvvisamente una bambina si ritrova in pericolo, Henry supera le sue paure e fa digievolvere Terriermon in Gargomon. Il Digimon questa volta riesce a controllarsi perfettamente e distrugge Musyamon. Henry infine capisce che ci sono alcune battaglie impossibili da evitare. |                   |                  |
| 12                             | Un legame in crisi 「留姫とレナモン きずなの危機!」 - Ruki to Renamon Kizuna no Kiki! – "Ruki e Renamon. Legame in crisi!" | 17 giugno 2001    | 23 dicembre 2002 |
| 12                             | Rika e Renamon riflettono sul fatto di non essere necessarie l'una all'altra. Improvvisamente, Renamon viene attaccata da tre Flybeemon appena bioemersi. Riesce a sconfiggere i suoi nemici, seppure con difficoltà, ma successivamente viene attaccata da Harpymon ed è sul punto di perdere. Renamon sta per essere distrutta, ma Rika colpisce Harpymon, facendo poi digievolvere Renamon in Kyubimon. Kyubimon sconfigge facilmente Harpymon ma non assorbe i suoi dati. Alla fine del combattimento, Kyubimon e Rika si scusano a vicenda. |                   |                  |
| 13                             | Di padre in figlio 「デジモン捕獲指令! 災いの予感」 - Dejimon Hokaku Shirei! Wazawai no Yokan – "L'ordine di cattura dei Digimon! Presagio di un disastro" | 24 giugno 2001    | 24 dicembre 2002 |
| 13                             | Takato e Guilmon stanno per sconfiggere un DarkRizamon quando Yamaki arriva e lo cattura. Tornato a Hypnos, lui ed i suoi sottoposti scannerizzano i dati del Digimon, distruggendolo, ma ora consapevoli di cosa siano fatti i Digimon. Grazie a questa nuova conoscenza, Yamaki si prepara a lanciare il pericoloso programma Shaggai per eliminare i Digimon di tutto il mondo. |                   |                  |
| Arco dei Deva (10 episodi)     | |                   |                  |
| 14                             | Evoluzione del Domatore 「テイマーよ立て! メガログラウモン超進化」 - Teimā yo Tate! Megaroguraumon Chō-Shinka – "In piedi, domatore! Megalogrowmon, super evoluzione" | 1º luglio 2001    | 26 dicembre 2002 |
| 14                             | Quando uno strano Digimon tigre di livello evoluto attacca la città, i Domatori iniziano a combatterlo. Tuttavia, questo si rivela troppo forte sia per Rika che per Henry. Takato usa il potere di una carta blu per permettere a Growlmon di digievolvere anche lui al suo livello evoluto: WarGrowlmon. Ciò avviene dopo una conversazione mentale tra Takato e Growlmon in cui Growlmon dice a Takato, dopo che quest'ultimo si era messo in dubbio, che lui è assolutamente degno di essere un Domatore. WarGrowlmon sconfigge e distrugge facilmente la tigre, Mihiramon. Inoltre, Kazu, Kenta e Jeri assistono alla battaglia e sono impressionati dalle azioni di Takato. |                   |                  |
| 15                             | Arriva Sandiramon 「巨大ヘビ出現! 大江戸線大パニック」 - Kyodai Hebi Shutsugen! Ōedo-Sen Dai-Panikku – "Il serpente gigante! Panico sulla linea Oedo" | 8 luglio 2001     | 27 dicembre 2002 |
| 15                             | Takato è depresso perché Henry e Rika hanno impegni precedenti e non possono pattugliare la città con lui, ma si sente meglio quando va a giocare con Guilmon ed i suoi compagni di scuola. Ma presto il Digimon Deva serpente attacca, costringendo Henry e Rika a combatterlo da soli, finché Impmon non aiuta i ragazzi e dice a Takato della battaglia in corso. Guilmon e Takato si uniscono quindi alla battaglia, con Guilmon che presto digievolve Growlmon. Dopo una breve battaglia, Growlmon ferisce a morte il serpente, Sandiramon con una PiroMeteora particolarmente potente, ma Sandiramon avverte che ci sono altri dieci Deva che stanno per giungere nel mondo reale, prima di soccombere a causa delle sue ferite e morire. |                   |                  |
| 16                             | Al campeggio con i Digimon 「街の灯を守れ! デジモンたちの危険なキャンプ」 - Machi no Akari o Mamore! Dejimon-tachi no Kiken na Kyampu – "Difendiamo le luci della città! Il pericoloso campeggio Digimon" | 15 luglio 2001    | 30 dicembre 2002 |
| 16                             | Durante un viaggio di gita scolastica Takato, Guilmon, Henry, Terriermon e Calumon passano un po' di tempo a rilassarsi e a divertirsi. Anche Impmon si unisce a loro e si diverte. Improvvisamente, una serie di black out fa insospettire il gruppo. In realtà è un Deva gallo, Sinduramon ad assorbire l'elettricità e ad assorbirla per aumentare il suo potere. Sinduramon si dirige verso la centrale elettrica per accumulare più energia, ma non può nulla contro la forza combinata di Gargomon e Growlmon e viene sconfitto da quest'ultimo, che lo colpisce e lo fa finire nell'acqua, facendolo rimanere folgorato dalla sua stessa elettricità. |                   |                  |
| 17                             | Rivelazioni dal passato 「ブルーカードを追え! ラピッドモン電光石火」 - Burū-Kādo o Oe! Rapiddomon Denkōsekka – "Inseguiti la Carta Blu! Rapidmon alla velocità della luce" | 29 luglio 2001    | 31 dicembre 2002 |
| 17                             | Henry riceve una carta senza valore da un amico di Kenta, Jeramie, ma quando Henry prova a strisciarla la carta diventa una carta blu. Quando suo padre torna a casa, Henry gli chiede di esaminare la carta blu. Mentre il padre di Henry la esamina, questo nota nella carta il codice del suo vecchio amico Shibumi. Dopo che Henry, Takato e Rika vanno a cercare Jeramie per parlargli, questo gli dice che ha trovato la carta dopo essersi scontrato con un uomo misterioso ad un negozio di elettronica. Quando Takato e Henry si preparano a cercare l'uomo misterioso, il padre di Henry intuisce che Terriermon è qualcosa di più di un pupazzo, come il ragazzo aveva fatto credere alla sua famiglia, e quindi il gruppo fugge. Mentre Takato, Henry e Rika aspettano l'uomo misterioso, si imbattono in due Deva, un bue ed una pecora, ovvero Vajramon e Pajiramon. Durante la battaglia tra Gargomon, Renamon ed i Deva, Henry utilizza la carta blu per far digievolvere Gargomon in Rapidmon ed assicurarsi la vittoria. Rapidmon distrugge Pajiramon, ma Vajramon in seguito riforma segretamente i suoi dati e chiede a Renamon di incontrarsi con il suo capo. Alla fine, il padre di Henry scopre la verità su Terriermon. |                   |                  |
| 18                             | La scelta di Renamon 「美しき進化! 月光に舞うタオモン」 - Utsukushiki Shinka! Gekkō ni Mau Taomon – "Un'evoluzione incantevole! Taomon danza al chiaro di luna" | 5 agosto 2001     | 1 gennaio 2003   |
| 18                             | Rika vive un momento difficile con sua madre, che fa fare alla ragazza un servizio fotografico con lei. Nel frattempo, Renamon si comporta molto freddamente e Rika scopre che ciò è dovuto ad un incontro che il Digimon deve avere con Vajramon, che è apparentemente sopravvissuto all'ultima battaglia con i Domatori. Quando Renamon rivela di stare solamente usando Vajramon per ottenere informazioni, il Deva si infuria e ne segue una seconda battaglia contro i Digimon dei Domatori. Vajramon si rivela molto forte, ma alla fine il ritrovato legame tra Rika e Renamon permette a Kyubimon di matrixdigievolvere Taomon e di distruggere Vajramon. |                   |                  |
| 19                             | La sfida di Impmon 「強くなりたい! 這い上がれインプモン」 - Tsuyoku Naritai! Haiagare Inpumon – "Voglio diventare forte! Rialzati, Impmon" | 12 agosto 2001    | 6 gennaio 2003   |
| 19                             | Impmon dice di odiare tutti gli esseri umani per coprire le sue stesse insicurezze. Mentre i Domatori si preparano a combattere il nuovo Deva apparso in città, Indramon, Impmon, irritato dai modi e dalle prese in giro del Deva, decide di combatterlo da solo. Tuttavia, il Digimon perde e viene quasi ucciso. |                   |                  |
| 20                             | La forza della volontà 「切り札はコレだ! 友情のブルーカード」 - Kirifuda wa Kore da! Yūjō no Burū Kādo – "Ecco il mio asso nella manica! La Carta Blu dell'amicizia" | 19 agosto 2001    | 7 gennaio 2003   |
| 20                             | Impmon viene sconfitto da Indramon; il Deva sembra poi autodistruggersi volontariamente. Il signor Wong viene introdotto al programma Shaggai da Yamaki e gli viene chiesto aiuto per distruggere i Digimon. Indramon si materializza nuovamente ed i Domatori iniziano a combatterlo. I Domatori non possono nulla contro il Digimon, che non viene nemmeno sfiorato dai loro attacchi e da quelli dei militari. Con una mossa disperata, Takato prova ad usare la carta blu che il suo amico Kazu ha disegnato per lui e, incredibilmente, Growlmon riesce nuovamente a matrixdigievolvere WarGrowlmon. WarGrowlmon distrugge facilmente Indramon, rendendo Kazu molto contento e soddisfatto di sé stesso. |                   |                  |
| 21                             | Jeri e Leomon 「樹莉のパートナー!? 私のレオモン様」 - Juri no Pātonā!? Watashi no Reomon-sama – "Il partner di Juri?! Il mio Leomon-sama" | 26 agosto 2001    | 8 gennaio 2003   |
| 21                             | Jeri ed i suoi amici vanno a trovare Takato. Quando i ragazzi si nascondono e discutono sulla loro supposta grandezza come Domatori, Jeri fa cadere a terra una collezione impressionante di carte Digimon. Jeri incontra Calumon e decide che potrebbe essere davvero una brava Domatrice e che Calumon potrebbe essere il suo partner. Calumon è ovviamente sorpreso dal sogno ad occhi aperti di Jeri e, mentre prova a risponderle, il Deva ratto Kumbhiramon bioemerge dal terreno. I due vengono salvati dal Deva grazie a Leomon e Jeri si innamora del guerriero solitario. Leomon viene quindi sorpreso dalle continue richieste di Jeri affinché i due diventino partner, scappa via e si nasconde. Takato incontra Leomon, che gli confessa di non sapere nulla di Domatori e partner. Jeri torna e Leomon fugge nuovamente. Mentre Jeri lo rincorre, Takato chiama Henry e Rika e gli chiede di andare al parco. Kumbhiramon si mostra nuovamente e Leomon e Gargomon lo combattono. Jeri prova a digimodificare Leomon tramite il D-Arc di Takato, ma la cosa non funziona e la ragazza si deprime. Leomon si infuria per questo e, dopo che Gargomon indebolisce il Deva, lo distrugge. Leomon decide di andarsene prima che la simpatia che prova per Jeri possa convincerlo a restare. |                   |                  |
| 22                             | Attivate Shaggai 「ヴィカラーラモン登場 僕たちの街を守れ!」 - Vikarāramon Tōjō Boku-tachi no Machi o Mamore! – "Compare Vikaralamon. Proteggiamo la nostra città!" | 2 settembre 2001  | 9 gennaio 2003   |
| 22                             | Una serie di terremoti sta disturbando la città. I ragazzi si incontrano al nascondiglio di Jeri e, mentre Rika aiuta Jeri ad imparare qualcosa sulle carte Digimon, Henry mostra a tutti che i Deva sono conformati agli animali dell'oroscopo cinese. Uno strano ragazzo che tiene d'occhio segretamente Calumon esce improvvisamente allo scoperto ed i ragazzi lo rincorrono. Quando il Deva maiale - Vikaralamon - appare in città, Yamaki perde le staffe di nuovo ed avvia il programma Shaggai nonostante le proteste del padre di Henry, preoccupato per i Digimon dei Domatori. I Domatori ed i loro Digimon rintracciano Vikaralamon ma, anche dopo che i Digimon sono digievoluti ai rispettivi livelli campione, non sono per niente in grado di arrecare danni al Deva. Desiderando un aiuto, i Domatori scoprono che se desiderano proteggere gli altri sono in grado di matrixdigievolvere. |                   |                  |
| 23                             | Il rapimento di Calumon 「デジモン総出撃! 風に向かって進め」 - Dejimon Soushutsugeki! Kaze ni Mukatte Susume – "Attacco combinato dei Digimon! Corriamo contro il vento" | 9 settembre 2001  | 10 gennaio 2003  |
| 23                             | Il Deva maiale continua a terrorizzare la città che deve essere evacuata. I genitori di Takato sono molto preoccupati perché non riescono a trovare loro figlio, ma devono fuggire anche loro. I Domatori non riescono ad avere la meglio sul nemico nemmeno con i loro Digimon al livello evoluto. Henry suggerisce che lui e Rika provino a credere in loro stessi e i due usano la Carta dell'Energia. Rapidmon e Taomon riescono con i loro attacchi a far cadere il Deva maiale ma, prima che possano finire il lavoro, Shaggai inizia a condizionare tutti i Digimon. Il padre di Henry decide di averne abbastanza ed usa il suo Tai Chi per atterrare due guardie e raggiungere suo figlio. Un codice criptato inizia a quel punto ad attaccare Shaggai, mentre lo strano bambino che i Domatori stavano inseguendo si rivela essere il Deva scimmia, Makuramon, il quale spiega che Calumon è la chiave per la Digievoluzione. Allo stesso tempo, una luce splendente avvolge Impmon nel tunnel sotterraneo dove il Digimon si sta nascondendo e gli offre potere e la conoscenza della Digievoluzione. Il Deva scimmia scaglia una sfera di energia nel tunnel di Shaggai e distrugge il programma. Vikaralamon, intanto, si riprende, così come Taomon e Rapidmon. Il signor Wong e gli amici raggiungono Takato e gli altri e gli raccontano di Makuramon. Takato decide di non avere più paura e dimostra a Rika ed Henry che, se combattono al fianco dei loro partner, questi possono essere ancora più forti. La determinazione di Takato consente a WarGrowlmon di acquisire ulteriore forza e, mentre gli altri gestiscono gli attacchi di Vikaralamon, WarGrowlmon lo distrugge con un'Energia Plutonica a distanza ravvicinata. Sfortunatamente, subito dopo, Makuramon rapisce Calumon e asserisce di volerlo riportare a Digiworld. Leomon prova a salvare Calumon ma viene rispedito indietro da alcuni aghi lucenti; Jeri riceve il proprio D-Arc e guarisce Leomon, che ora è ufficialmente il suo partner. Subito dopo la distruzione di Vikaralamon, i Domatori cercano disperatamente un modo per entrare a Digiworld e salvare Calumon. A causa dell'attacco di Makuramon che ha sovraccaricato Shaggai, anche il quartier generale di Hypnos è infine distrutto. |                   |                  |
| Arco di Digiworld (18 episodi) | |                   |                  |
| 24                             | Si parte per Digiworld 「デジタルワールドへ… 旅立ちの日」 - Dejitaru Wārudo e… Tabidachi no Hi – "Verso il Mondo Digitale... Il giorno della partenza" | 16 settembre 2001 | 13 gennaio 2003  |
| 24                             | Guilmon trova un portale per Digiworld nel suo nascondiglio ed i ragazzi decidono di rivelare ai loro genitori diverse cose: Takato presenta Guilmon ai suoi genitori e sua madre si spaventa, ma suo padre dimostra di credere molto in lui e convince sua madre a lasciarlo partire, cosa che lo tocca molto; Henry rivela a sua sorella Suzie la verità su Terriermon e lascia un'e-mail a suo padre; la nonna di Rika si imbatte per caso in Renamon, ma la accoglie molto bene e promette di aiutare Rika e di coprirla. Rika indossa un vestito (cosa che odia fare) per dare a sua madre un momento di felicità prima di partire, cosa che colpisce molto la donna. Jeri lascia che sia Leomon a parlare a suo padre dell'intera faccenda e anche Kazu e Kenta decidono di unirsi ai Domatori per trovare i propri Digimon partner. I ragazzi, dopo essere finiti in punizione, scrivono dei pensieri alla loro insegnante, la signorina Asanuma, su quello che hanno intenzione di fare, credendo che lei non li leggerà per qualche tempo, ma l'insegnante li legge immediatamente dopo e va a chiedere spiegazioni ai ragazzi. I ragazzi la convincono a lasciarli partire per fare ciò che devono fare, ma lei è molto preoccupata per loro. Il giorno successivo i sei ragazzi si preparano a partire, ma il gruppo incontra Yamaki. I ragazzi credono che Yamaki voglia fermarli, ma, contrariamente alle loro aspettative, Yamaki dà loro un palmare per rimanere in contatto con il mondo reale: l'uomo ha capito i suoi errori e, per rimediare, si è schierato dalla parte dei ragazzi. Subito dopo, il gruppo si dirige verso il portale per il mondo digitale. |                   |                  |
| 25                             | Sulle tracce di Calumon 「デジタルワールド突入! さらば僕たちの街」 - Dejitaru Wārudo Totsunyū! Saraba Boku-tachi no Machi – "Arrivo nel Mondo Digitale! Salutiamo la nostra città" | 23 settembre 2001 | 14 gennaio 2003  |
| 25                             | Una volta che il gruppo è entrato a Digiworld, Rika individua subito in lontananza delle "antenne" e spera che Calumon sia lì. Il gruppo si muove quindi alla ricerca di Calumon, ma quando si avvicinano alle presunte antenne scoprono che si tratta solo di rocce. Proprio in quel momento Meramon li attacca, ma dopo essere stato sconfitto viene travolto da un branco di Jagamon ed ucciso. Il gruppo viene separato: Takato, Guilmon, Henry, Terriermon, Jeri e Leomon da una parte, Rika, Renamon, Kazu e Kenta dall'altra. Nel frattempo, anche Calumon e Makuramon vengono separati. |                   |                  |
| 26                             | Babamon e Jijimon 「小世界! 風の強い谷のジジモン・ババモン」 - Shōsekai! Kaze no Tsuyoi Tani no Jijimon Babamon – "Un mondo piccolo! Jijimon e Babamon nella Valle dei Forti Venti" | 30 settembre 2001 | 15 gennaio 2003  |
| 26                             | A causa di una forte tempesta di vento, Kazu e Kenta finiscono nella casa di Jijimon e Babamon insieme a Rika e Renamon e sognano di diventare i domatori dei due Digimon di livello mega. |                   |                  |
| 27                             | Una moto misteriosa 「インプモン進化! 魔王ベルゼブモンの戦慄」 - Inpumon Shinka! Maō Beruzebumon no Senritsu – "Impmon, evoluzione! Il terrore di Beelzebumon" | 7 ottobre 2001    | 17 gennaio 2003  |
| 27                             | Takato e gli altri finiscono in un villaggio di MudFrigimon mentre sono sotto attacco di una motocicletta senza guidatore. Durante questi avvenimenti, Impmon, ora anch'egli nel mondo digitale, incontra un Deva, Caturamon che gli dice che può aiutarlo a digievolvere. Viene rivelato che il nome della moto è Behemoth e che possiede chiunque le salga sopra, compreso un Choromon, in quel momento posseduto. Guilmon riesce a spingere il Digimon giù dalla moto, ma per farlo viene posseduto lui stesso. Alla fine Leomon salva Guilmon e Behemoth cade in un lago di lava vicino al villaggio, ma ne riemerge con a bordo, come suo guidatore legittimo, Beelzemon, appena evoluto da Impmon. |                   |                  |
| 28                             | Un leggendario Digimon Tamer 「敵か味方か!? 伝説のテイマー秋山リョウ」 - Teki ka, Mikata ka!? Densetsu no Teimā Akiyama Ryō – "Nemico o amico?! Il leggendario domatore Akiyama Ryo" | 14 ottobre 2001   | 20 gennaio 2003  |
| 28                             | Il secondo gruppo precipita in una strana dimensione piena di orologi ed ingranaggi. Dopo essere stati attaccati da un Megadramon, i ragazzi incontrano Ryo, un domatore leggendario che una volta batté anche Rika in un torneo. |                   |                  |
| 29                             | Il castello abbandonato 「ここは幽霊の城! 迷えるクルモン大脱出」 - Koko wa Yūrei no Shiro! Mayoeru Kurumon Daidasshutsu – "Questo castello è infestato! La grande fuga di Culumon" | 21 ottobre 2001   | 21 gennaio 2003  |
| 29                             | I due gruppi si rincontrano e Ryo viene presentato al resto del gruppo. Nel frattempo Rika, ferita nell'orgoglio e furiosa, si allontana dal gruppo con Renamon al seguito. Alla fine il gruppo si fa un'idea di dove potrebbe essere Calumon, ma si imbatte in Makuramon e nel Deva drago, Majiramon. Cyberdramon, il Digimon di Ryo, distrugge Majiramon e Ryo lascia il gruppo. |                   |                  |
| 30                             | Un breve ricongiungimento 「デジタルワールドから緊急連絡 クルモンが…」 - Dejitaru Wārudo kara no Kikyū Renraku, Kurumon ga… – "Messaggio urgente dal Mondo Digitale. Culumon è..." | 28 ottobre 2001   | 22 gennaio 2003  |
| 30                             | Il gruppo torna nel deserto per provare a trovare Rika. Intanto, Rika quasi affoga, ma viene inaspettatamente salvata da Calumon. Un'inondazione spinge i due e Renamon verso il deserto, ma Calumon permette a Renamon di digievolvere Kyubimon per salvarli. I tre si ricongiungono agli altri ma, prima che possano tornare a casa, il gruppo viene sorpreso dall'arrivo di Beelzemon, che Kyubimon percepisce subito come la Digievoluzione di Impmon. Kyubimon matrixdigievolve in Taomon per affrontarlo ma, sfortunatamente, il Deva cane, Caturamon, appare e ricattura Calumon. Intanto, nel mondo reale, mentre Yamaki è in congedo, il governo avvia nuovamente Shaggai, causando un'oscurità improvvisa e delle tempeste a Digiworld. A causa dell'attacco di Caturamon, Takato, Henry e Terriermon vengono risucchiati in un Flusso di Dati mentre gli altri vengono protetti da uno scudo eretto da Taomon e Beelzemon fugge. Intanto, al quartier generale di Hypnos, Shaggai va fuori controllo. Uno degli agenti è quindi costretto a chiamare Yamaki e Riley e i due riescono a disattivarlo. |                   |                  |
| 31                             | Il momento di Kazu 「ガードロモンとの友情! 僕も戦うテイマーヒロカズ」 - Gādoromon to no Yūjō! Boku mo Tatakau Teimā Hirokazu – "L'amicizia con Guardromon! Il domatore Hirokazu si unisce alla lotta" | 4 novembre 2001   | 23 gennaio 2003  |
| 31                             | Il gruppo incontra un Andromon che sta provando a sconfiggere un Orochimon per liberare i suoi schiavi Gekomon. Andromon, dopo aver perso troppa energia, regredisce in Guardromon e Orochimon rapisce Jeri affinché la ragazza gli serva per sempre il sakè procuratogli dai Gekomon. Kazu diventa amico di Guardromon e lo salva facendosi dare dai Gekomon del sakè per lenire le sue ferite, quindi i due mettono a punto un piano di salvataggio per Jeri. Il gruppo riesce a raggiungere Orochimon senza problemi, ma questo è troppo forte per Guilmon, Renamon, Leomon e Guardromon. Grazie all'incoraggiamento ricevuto da Rika, Jeri effettua la sua prima Digimodifica e, grazie ad essa, Leomon riesce a distruggere Orochimon. Grazie alla sua nuova amicizia con Guardromon, Kazu diventa un Domatore con Guardromon come suo Digimon partner, lasciando tutti di stucco. |                   |                  |
| 32                             | Le verità di Mizuno 「ギルモン誕生の謎! 神秘なる水の宇宙」 - Girumon Tanjō no Nazo! Shinpi Naru Uōtā Supēsu – "Il mistero della nascita di Guilmon! Il meraviglioso settore subacqueo" | 11 novembre 2001  | 24 gennaio 2003  |
| 32                             | Takato, Henry e Terriermon apprendono da Gorou "Shibumi" Mizuno, la cui coscienza è stata proiettata a Digiworld, diversi segreti di Digiworld. I tre vengono a sapere dell'Arca, dell'esistenza e del significato dei Digignomi, del segreto delle carte blu, del segreto della nascita di Guilmon e delle ragioni dietro il comportamento dei Digimon Supremi. |                   |                  |
| 33                             | Suzie a Digiworld 「テリアモンはどこ! 小春デジタルワールドへ」 - Teriamon wa Doko! Shiuchon Dejitaru Wārudo e – "Dov'è Terriermon? Xiaochun arriva nel Mondo Digitale" | 18 novembre 2001  | 28 gennaio 2003  |
| 33                             | La sorellina di Henry, Suzie Wong, viene misteriosamente trasportata a Digiworld ed incontra Antylamon, il Deva coniglio. Mentre le due diventano amiche, Takato, Henry e Terriermon rintracciano Suzie. Makuramon attacca Suzie, ma Antylamon contrattacca per proteggere la sua nuova amica proprio mentre arrivano Takato, Henry e Terriermon. In seguito alla loro nuova amicizia, Suzie diventa la Domatrice di Antylamon, cosa che sciocca il resto del gruppo poiché ora Suzie è la Domatrice di un Deva. Come punizione per le sue azioni, il Digimon Supremo Zhuqiaomon la fa regredire al suo livello intermedio, Lopmon. |                   |                  |
| 34                             | Il destino di Leomon 「心優しき勇者 レオモン死す!」 - Kokoro Yasashiki Yūsha Reomon Shisu! – "La morte di Leomon, l'eroe dal cuore d'oro!" | 25 novembre 2001  | 29 gennaio 2003  |
| 34                             | Quando il gruppo finalmente si riunisce, i suoi componenti vengono velocemente attaccati da Beelzemon, che non si fa convincere dai ragazzi a redimersi. Uccide infatti Leomon ed assorbe i suoi dati, provando ad eliminare anche Rapidmon e Taomon poco dopo, ma non riuscendoci grazie alla Carta del Clone prontamente usata da Henry e Rika. Furioso per la morte di Leomon, Takato costringe Guilmon a digievolvere alla sua forma di livello mega, ma qualcosa va storto. |                   |                  |
| 35                             | L'arrivo di Gallantmon 「その名はデュークモン! 真なる究極進化」 - Sono Na wa Dyūkumon! Shin Naru Kyūkyoku Shinka – "Il suo nome è Dukemon! La vera evoluzione al livello Definitivo" | 2 dicembre 2001   | 30 gennaio 2003  |
| 35                             | Con lo sfortunato aiuto della Digievoluzione del Male, Guilmon digievolve in Megidramon, mentre il D-Arc di Takato va in mille pezzi. Megidramon combatte contro Beelzemon e quasi lo uccide, ma Makuramon arriva e rinfaccia a Beelzemon l'inutilità della sua Digievoluzione. Beelzemon uccide quindi Makuramon e, assorbendone i dati, diventa più forte e si libera dalla stretta di Megidramon. Beelzemon colpisce Megidramon al suo punto debole, il petto, facendolo regredire in Guilmon. Takato cerca di superare il profondo dolore a cui è andato incontro e riafferma la sua amicizia con Guilmon. Dopo aver desiderato di poter combattere insieme, Takato e Guilmon effettuano la Biodigievoluzione e diventano Gallantmon. |                   |                  |
| 36                             | Gallantmon sfida Beelzemon 「決戦! デュークモン対ベルゼブモン」 - Kessen! Dyūkumon Tai Beruzebumon – "La resa dei conti! Dukemon contro Beelzebumon" | 9 dicembre 2001   | 31 gennaio 2003  |
| 36                             | Gallantmon affronta Beelzemon in una dura battaglia uno contro uno. Durante la battaglia, Gallantmon distrugge Behemoth e libera Kazu e Kenta, cosa che permette ai due ragazzi di capire che Takato si è fuso con Guilmon. Nel frattempo, Zhuqiaomon invia l'ultimo Deva, Caturamon, a distruggere Lopmon per averli traditi. Caturamon cerca di uccidere Suzie e Lopmon, ma Terriermon assorbe il colpo destinato a loro. Prima che Caturamon possa fare qualsiasi altra cosa, Gallantmon lo distrugge, eliminando l'ultimo Deva, ma Beelzemon assorbe anche i suoi dati per diventare ancora più potente. Beelzemon atterra Gallantmon e sta per ucciderlo, ma Kazu e Guardromon intervengono e procurano a Gallantmon del tempo per riprendersi. Gli attacchi di Beelzemon, dopo che il Digimon riesce a riprendersi, non sortiscono più alcun effetto su Gallantmon e presto Beelzemon finisce le munizioni. Accortosi di ciò Gallantmon colpisce Beelzemon con il suo Scudo Supersonico, sconfiggendolo definitivamente. Gallantmon decide di eliminarlo, ma Jeri lo ferma perché uccidere Beelzemon non riporterà Leomon indietro. In quel momento, Beelzemon ricorda i suoi Domatori e va via, rimpiangendo ogni sua azione. |                   |                  |
| 37                             | Lo scontro con Zhuqiaomon 「対決スーツェーモン! セントガルゴモン究極進化」 - Taiketsu Sūtsēmon! Sentogarugomon Kyūkyoku Shinka – "Lo scontro con Zhuqiaomon! Evoluzione Definitiva in Saintgargomon" | 16 dicembre 2001  | 3 febbraio 2003  |
| 37                             | Il gruppo si reca presso la dimora di Zhuqiaomon, il Digimon Supremo. WarGrowlmon, Rapidmon e Taomon provano ad affrontarlo, ma non possono niente contro di lui e le ferite di Rapidmon riportate nel combattimento contro Caturamon indeboliscono il Digimon sempre di più, portando a credere durante l'episodio che si stia lentamente cancellando, poiché diventa spesso trasparente ed inconsistente. Lopmon prova ad aiutare a convincere Zhuqiaomon a fermarsi, ma non ci riesce e viene quasi distrutta da lui, ma WarGrowlmon la protegge. Le sue grida invocano Suzie (che in teoria "non doveva essere mai persa di vista" da Guardromon, che però prende troppo alla lettera gli ordini di Kazu e non fa nulla per fermarla quando la bambina vola via). Rapidmon viene sconfitto e regredisce in Terriermon, gravemente ferito. La determinazione di Henry provoca la Biodigievoluzione sua e di Terriermon in MegaGargomon, cosa che guarisce le ferite di Terriermon. MegaGargomon sconfigge ed apparentemente distrugge Zhuqiaomon insieme al suo castello ed il gruppo festeggia al suo esterno. Sfortunatamente, Zhuqiaomon si rivela essere sopravvissuto e desideroso di tornare per ottenere la sua vendetta. |                   |                  |
| 38                             | Nemici e catalizzatori 「動き出した真の敵! 四聖獣の戦い」 - Ugoki-dashita Shin no Teki! Shiseijū no Tatakai – "Il vero nemico fa la sua mossa! La battaglia delle Quattro Bestie Supreme" | 23 dicembre 2001  | 4 febbraio 2003  |
| 38                             | Dopo la dedigievoluzione di MegaGargomon, i Domatori apprendono che Zhuqiaomon è ancora vivo e che è ancora intenzionato a combattere. Zhuqiaomon prova a convincere Lopmon a tornare dalla sua parte. Quando Lopmon si rifiuta di fare ciò, il Digimon Supremo attacca i Domatori. Taomon protegge il gruppo finché Zhuqiaomon non viene fermato da un altro Supremo, Azulongmon. Zhuqiaomon combatte contro Azulongmon, ma Guilmon e Terriermon si uniscono alla lotta senza successo e vengono quasi distrutti. Takato salta al di fuori dello scudo di Taomon per aiutare Guilmon ed i due biodigievolvono in Gallantmon per combattere Zhuqiaomon. Azulongmon lascia che la battaglia continui per un po' per far notare a Zhuqiaomon quanto siano forti i Digimon biodigievoluti, ma alla fine ferma la lotta e riesce a convincere Zhuqiaomon che combattere è inutile e che tutti loro dovrebbero combattere il vero nemico: il D-Reaper. |                   |                  |
| 39                             | Lotta contro il destino 「舞い散る究極の花! サクヤモン進化」 - Maichiru Kyūkyoku no Hana! Sakuyamon Shinka – "La danza dei petali dell'ultimo fiore! Evoluzione in Sakuyamon" | 30 dicembre 2001  | 5 febbraio 2003  |
| 39                             | Mentre il gruppo cerca di salvare Calumon dal D-Reaper, Ryo e Cyberdramon tornano in gruppo dopo aver assistito al combattimento di Baihumon, assistito da Ebonwumon, proprio contro il D-Reaper. Rika, innervosita dalla presenza di Ryo, cerca di fare tutto da sola e trova Calumon. Tuttavia, quando le cose si mettono male per il gruppo, Rika decide di fare tutto ciò che le è possibile per proteggere i suoi amici, perfino sacrificarsi, e questi sentimenti consentono la Biodigievoluzione tra lei e Renamon, che divengono Sakuyamon. Sakuyamon salva tutti dal D-Reaper e li riporta in superficie. |                   |                  |
| 40                             | L'arca dei Pionieri Digitali 「進化の輝き シャイニング・エボリューション」 - Shinka no Kagayaki, Shainingu Eboryūshon – "La luce dell'evoluzione. Shining Evolution" | 6 gennaio 2002    | 7 febbraio 2003  |
| 40                             | Calumon aiuta ogni Digimon presente a Digiworld (tranne i Digimon dei Domatori) a digievolvere al livello mega per poter combattere il vero nemico: il D-Reaper. Nel frattempo, Kenta incontra un MarineAngemon che si attacca subito a lui, ma il ragazzo lo spedisce in battaglia. Azulongmon invia i Domatori nel deserto dal quale erano partiti per tornare a casa e Zhuqiaomon, nonostante sia ancora disgustato della scelta dei Digimon dei Domatori, decide di rispettare ciò e gli permette di andare con i Domatori. |                   |                  |
| 41                             | Ritorno al mondo reale 「帰還 リアルワールドへ!」 - Kikan Riaru Wārudo e! – "Ritorno nel mondo reale!" | 13 gennaio 2002   | 11 febbraio 2003 |
| 41                             | Yamaki era rimasto in contatto con i Domatori per buona parte del loro viaggio a Digiworld, così, quando viene a sapere che i ragazzi vogliono tornare, chiede ai Pionieri Digitali di costruire un modulo di trasporto che possa riportare a casa i ragazzi. I Pionieri Digitali decidono di chiamarla "l'Arca". Non è precisamente un mezzo di trasporto, in quanto è stata concepita dal Digicuore di un Digimon. Rika e Renamon, vedendo che all'appello manca Impmon, decidono di andare a salvarlo. Nonostante le promesse di Renamon di tornare in tempo, il limite di tempo termina senza che loro siano tornate e Ryo e Cyberdramon vanno a cercarle. L'Arca parte, ma Guilmon le chiede di fermarsi poiché il suo Domatore, rimasto a terra, e altri amici non erano ancora pronti. Tutti riescono a tornare in tempo grazie al fatto che l'Arca si sia fermata, ma, a causa di questo, quest'ultima perde la strada per il mondo reale. Takato parla all'Arca e le chiede di portare tutti loro al mondo reale. L'Arca sembra capire e risponde tramite il suo dispositivo di comunicazione, accettando di condurli al mondo reale. Sulla strada, l'amico Digimon di Kenta, MarineAngemon, sbuca dalla tasca del ragazzo (viene rivelato che sono i Digignomi a metterlo lì) insieme ad un D-Arc. MarineAngemon è quindi ora il partner di un sorpresissimo Kenta. Jeri si comporta stranamente, ma tutti sono convinti sia per la tristezza di aver perso Leomon. Impmon si vergogna per quanto fatto a Leomon e sviene quando viene liberato. |                   |                  |
| Arco del D-Reaper (10 episodi) | |                   |                  |
| 42                             | L'arrivo del D-Reaper 「デ・リーパーに襲われた街 テイマーの決意」 - De Rīpa ni Osowareta Machi – "Il D-Reaper attacca la città. La determinazione dei domatori" | 20 gennaio 2002   | 12 febbraio 2003 |
| 42                             | I Domatori tornano nel mondo reale. Takato scopre che i genitori di Jeri non la verranno a prendere. Si prende quindi la responsabilità di riaccompagnarla a casa. Sulla strada verso casa, Jeri continua a comportarsi in modo strano. Takato prova a spiegarle i suoi veri sentimenti per lei, ma la ragazza non risponde nemmeno ad una cosa così importante. Takato lascia Jeri alle cure dei suoi genitori e Calumon decide di restare con lei. Il padre di Jeri è molto arrabbiato con lei. Tornando a casa, Takato sente al telegiornale che il D-Reaper è stato avvistato nel mondo reale. Takato, Henry e Rika, pensando ed agendo separatamente, decidono di fare qualcosa per fermarlo e sgaiattolano via, incontrandosi poi all'ingresso del tunnel che porta al Parco di Shinjuku. |                   |                  |
| 43                             | Chi trova un amico 「つながる心 復活のベルゼブモン」 - Tsunagaru Kokoro, Fukkatsu no Beruzebumon – "Cuori uniti. Il ritorno di Beelzebumon" | 27 gennaio 2002   | 13 febbraio 2003 |
| 43                             | Takato, Henry e Rika si riuniscono per combattere il D-Reaper, ma non riescono a sconfiggerlo quando capiscono che non possono biodigievolvere nelle rispettive forme di livello mega perché in questo mondo loro tre non sono fatti di dati e quindi non possono fondersi con i loro Digimon. Impmon, dopo una lunga ricerca, ritrova i suoi Domatori, Akemi e Mako. Quando il Digimon vede alla TV i Domatori ed i loro Digimon combattere il D-Reaper, decide di aiutarli nonostante non sia sicuro di poter digievolvere ancora. Akemi gli dà un bacio e Mako gli dà la sua pistola giocattolo preferita per aiutarlo. La determinazione di Impmon gli consentono di digievolvere nuovamente Beelzemon e la pistola giocattolo di Mako si trasforma in un fucile enorme, cosa che porta Beelzemon a digimodificarsi nella sua Modalità d'Attacco, dotata anche di un paio di ali. Beelzemon ribalta le sorti della battaglia, indebolendo l'Agente del D-Reaper e permettendo a WarGrowlmon, Rapidmon e Taomon di distruggerlo. Subito dopo la battaglia, i Domatori ed i loro Digimon prendono un po' in giro Beelzemon, che prima sembra annoiato ma poi si unisce a loro quando capisce che stanno solo scherzando. Takato vede Jeri apparire misteriosamente nelle vicinanze. |                   |                  |
| 44                             | Il potere di Dobermon 「謎の少女! 奇跡を運ぶドーベルモン」 - Nazo no Shōjo! Kiseki o Hakobu Dōberumon – "La ragazza misteriosa! Il miracolo portato da Dobermon" | 3 febbraio 2002   | 14 febbraio 2003 |
| 44                             | Una ragazza misteriosa, Alice McCoy, nipote del Pioniere Digitale Rob McCoy, giunge in città con il suo Digimon Dobermon. I due sono stati mandati da Azulongmon per permettere ai Domatori di poter biodigievolvere nuovamente al livello mega. I Domatori vengono a sapere che Dobermon è quindi un regalo ed il Digimon si sacrifica per farli biodigievolvere. I Domatori vengono inoltre informati che la maggior parte del D-Reaper è nel mondo reale e che sta a loro fermarlo. |                   |                  |
| 45                             | Rivelazioni 「デ・リーパーに立ち向かえ ゾーン突入!」 - De Rīpā ni Tachimukae Zōn Totsunyū! – "Affrontiamo il D-Reaper. Entriamo nell'Area!" | 17 febbraio 2002  | 17 febbraio 2003 |
| 45                             | Durante il combattimento, Gallantmon cade nel D-Reaper e regredisce. Qui Takato e Guilmon incontrano Jeri, ma in realtà la ragazza è diventata parte del D-Reaper. La ragazza si trasforma in un Digimon dipendente dal D-Reaper, chiamato Agente. Lopmon chiede a Suzie di aiutarla a digievolvere così da poter aiutare i suoi amici e digievolvere Antylamon. Calumon sente che Jeri è in pericolo e chiede l'aiuto di Impmon affinché vada con lui a liberarla. Impmon, sentendosi ancora molto colpevole della fine di Leomon, si unisce a lui. Calumon ha scoperto che Jeri è tenuta nella Sfera Kernel. La Sfera Kernel non è nient'altro che il centro d'energia del D-Reaper. |                   |                  |
| 46                             | Alla ricerca di Jeri 「爽やかな究極戦士 ジャスティモン見参!」 - Sawayaka na Kyūkyoku Senshi Jasutimon Kenzan! – "Il radioso guerriero Definitivo! Compare Justimon!" | 24 febbraio 2002  | 18 febbraio 2003 |
| 46                             | Ryo e Cyberdramon riescono anche loro nella Biodigievoluzione e divengono Justimon per aiutare gli altri Domatori. Mentre MegaGargomon e Sakuyamon vanno a liberare Takato e Guilmon, Justimon e Guardromon combattono contro un altro Agente del D-Reaper. Nella Massa del Caos, Kenta e MarineAngemon liberano Takato dall'Agente con le sembianze di Jeri e portano lui e Guilmon da MegaGargomon e Sakuyamon. Nel frattempo, Calumon ed Impmon si dirigono verso la Sfera Kernel per liberare Jeri, ma vengono intercettati da altri agenti. Impmon digievolve Beelzemon Blast Mode e li sconfigge facilmente e lui e Calumon riescono a raggiungere la Sfera Kernel, dove trovano Jeri. Beelzemon riesce ad inserire Calumon nella Sfera Kernel, dove il Digimon si riunisce a Jeri, ma Beelzemon viene catturato dal D-Reaper. Mentre combatte l'Agente, Justimon non riesce a sconfiggerlo e, anche con l'aiuto di Guardromon, sta per essere comunque distrutto, ma Guardromon lo salva (con Kazu che poi è eccitato poiché Justimon lo ha ringraziato per questo). MegaGargomon e Sakuyamon tornano alla battaglia, ma anche il loro aiuto non è abbastanza utile, anche se i due riescono a capire quale sia il punto debole dell'Agente. Justimon sta per essere ucciso di nuovo, ma viene salvato dall'improvviso arrivo di Antylamon, che tiene l'Agente fermo, permettendo a Justimon di finirlo una volta per tutte. Successivamente, Lopmon si scusa, poiché il Digimon aveva assistito ciò che era accaduto a Beelzemon e Calumon ma non era riuscita a fare nulla, così era andata ad aiutare gli altri Domatori. Come ricompensa per il suo aiuto, Ryo dà a Suzie una carta da Digimodifica da usare in futuro. |                   |                  |
| 47                             | L'arrivo di Grani 「デュークモンを救え! グラニ緊急発進」 - Dyūkumon o Sukue! Gurani Kinkyūhasshin – "Salviamo Dukemon! Avvio d'emergenza di Grani" | 3 marzo 2002      | 19 febbraio 2003 |
| 47                             | Calumon trova Jeri nella Sfera Kernel del D-Reaper. La ragazza apre gli occhi ma non risponde a Calumon. Nel frattempo, Takato prova a convincere il signor Katou (il padre di Jeri) di smetterla di essere arrabbiato con lei. Yamaki è impegnato con i disegni di una versione più complessa dell'Arca, che lui chiama Grani, ricalcando il nome del famoso cavallo da battaglia, che viene progettata per fungere da destriero di Gallantmon. Jeri ha dei flashback di quando sua madre morì ed inizia a borbottare, spaventando Calumon. Quando arriva un nuovo Agente, il signor Katou si reca da lui e chiede il rilascio di Jeri, ma viene quasi ucciso. Justimon e Guardromon riescono a distruggerlo, ma giunge un altro Agente più grande. Grani arriva finalmente in soccorso e Gallantmon vi sale sopra, vola verso l'Agente e lo distrugge. |                   |                  |
| 48                             | Il cuore di Beelzemon 「樹莉を守る力 ベルゼブモンの拳!」 - Juri o Mamoru Chikara, Beruzebumon no Ken – "Il potere per salvare Juri. Il pugno di Beelzebumon!" | 10 marzo 2002     | 20 febbraio 2003 |
| 48                             | Grani è completamente sviluppata. Calumon prova a svegliare Jeri. Nel frattempo, Beelzemon, rilasciato dal D-Reaper, prova ad aprirsi un varco nella Sfera Kernel, ma senza risultati. Viene quindi raggiunto da Grani, che usa il Raggio di Yuggoth per distruggere l'Agente a guardia di esso. Kazu e Kenta vengono quasi uccisi, ma Antylamon li salva. Durante la battaglia, gli adulti scoprono la verità sulla Biodigievoluzione e rimangono scioccati. Scatti dei ragazzi all'interno dei Digimon vengono in qualche modo trasmessi sulla televisione nazionale e la signorina Asanuma spinge l'intera classe di Takato a fare il tifo per lui quando viene a conoscenza di ciò. Alla fine Beelzemon riesce ad aprirsi la strada fino a Jeri usando il Pugno Regale di Leomon (aiutato dallo spirito di Leomon) e Jeri finalmente si sveglia, ma torna ad essere depressa quando capisce che è Beelzemon a stare per salvarla e non Leomon. Alla fine prova comunque a raggiungere Beelzemon, ma è troppo tardi e la Sfera Kernel si richiude, abbattendo Beelzemon che cade nella Massa del Caos. |                   |                  |
| 49                             | Verso la battaglia finale 「首都壊滅! クルモンの願い」 - Shuto Kaimetsu! Kurumon no Negai – "La città devastata! Il desiderio di Culumon" | 17 marzo 2002     | 21 febbraio 2003 |
| 49                             | Beelzemon, regredito in Impmon, viene salvato dalla cancellazione da Grani, mentre Jeri prova ad uscire dalla Sfera Kernel in cui è intrappolata. La Task Force Globale lancia dei missili speciali pensati per distruggere le comunicazioni interne del D-Reaper, ma questi vengono cancellati quando il D-Reaper evolve nel Mother D-Reaper a causa delle forti emozioni negative di Jeri. Grani libera Impmon, che però è gravemente ferito dall'attacco del D-Reaper. L'evoluzione del D-Reaper costringe i Domatori a ritirarsi. Rika e Takato sono prelevati dalle loro famiglie, mentre Henry rimane in ufficio con il padre. I Pionieri Digitali elaborano un nuovo piano ed Henry convoca Rika e Takato, che lo raggiungono con l'approvazione dei propri genitori. L'episodio termina con Rika e Takato pronti a combattere nuovamente. |                   |                  |
| 50                             | Due ali per Gallantmon 「真紅の騎士デュークモン 愛するものたちを救え!」 - Shinku no Kishi Dukemon Aisuru Mono-tachi o Sukue! – "Dukemon, il cavaliere cremisi. Salva chi ti sta a cuore!" | 24 marzo 2002     | 24 febbraio 2003 |
| 50                             | I Domatori entrano nel D-Reaper per combattere e liberare Jeri grazie ad una speciale carta rossa che gli permette di combattere nelle loro forme biodigievolute all'interno del D-Reaper. Ad Hypnos, tutti stanno lavorando sull'Operazione Buco Nero che consiste nel ritrasformare il D-Reaper nella sua forma inoffensiva originaria usando Shaggai. Il D-Reaper apre un varco che lo collega al D-Reaper presente a Digiworld ed invoca il Cable Reaper. Sakuyamon distrugge alcuni Agenti e libera Jeri. La determinazione della stessa Jeri, accesa da Calumon, le permette di ricominciare a combattere e la Sfera Kernel si rompe grazie al suo Digivice, anche se la Massa del Caos inizia a penetrarvi. All'esterno, alcuni poliziotti vengono attaccati da un Agente ma vengono liberati da Kazu, Guardromon, Kenta e MarineAngemon, che però poi vengono circondati dalla polizia (e non viene mai spiegato come facciano a fuggire). Impmon, Akemi e Mako scappano dalla città su un pullman, ma Impmon è gravemente ferito e non sa se riuscirà a sopravvivere. Improvvisamente un Digignomo dà ad Akemi e Mako un Digivice, che guarisce Impmon e conferma i due come suoi Domatori. Gallantmon prova a raggiungere la sommità del Mother D-Reaper, ma cade. Grani si avvicina a lui, chiedendogli se voglia ali per volare. Quindi, si sacrifica e conferisce un nuovo potere a Gallantmon, che diventa Gallantmon Crimson Mode. |                   |                  |
| 51                             | La vittoria dei Digimon Tamers 「夢見る力こそ 僕たちの未来」 - Yume Miru Chikara Koso Bokura no Mirai – "Il potere dei sogni è il nostro futuro" | 31 marzo 2002     | 27 febbraio 2003 |
| 51                             | Gallantmon Crimson Mode, nella sua nuova forma, sembra riuscire a farsi strada. Nel frattempo, gli altri stanno per essere sconfitti. In un ultimo disperato tentativo, Sakuyamon conferisce tutti i propri poteri a Justimon, che li inserisce nel proprio braccio meccanico e taglia a metà il Cable Reaper, ma ciò si rivela essere vano perché il Cable Reaper può rigenerarsi. Tuttavia, i Digimon Supremi appaiono improvvisamente e riportano il Cable Reaper a Digiworld, dove apparentemente riescono a distruggerlo. Shaggai si rivela essere all'interno di MegaGargomon e si attiva all'interno del varco tra il mondo reale e Digiworld. Poiché il vortice gira alla velocità della luce, Shaggai lo fa andare nel senso contrario, causando un piccolo Big Bang ed un effetto inverso del tempo, che riporta il D-Reaper al suo stato originario e lo rispedisce a Digiworld. Gallantmon Crimson Mode combatte contro l'Agente dalle sembianze di Jeri e finalmente lo distrugge, prima di arrivare alla Sfera Kernel distrutta. Jeri e Calumon non sono più lì, poiché sono fuggiti e Calumon è in qualche modo riuscito ad erigere un campo di forza intorno a loro due. Sfortunatamente, gli effetti della carta rossa svaniscono e i Digimon di livello mega regrediscono, ma Guilmon lancia Takato da Jeri e i due finalmente si riuniscono. I Domatori provano a trovare una via d'uscita, ma vengono improvvisamente liberati da Kazu, Guardromon, Kenta, MarineAngemon e Lopmon e scappano mentre il D-Reaper viene completamente risucchiato nel varco digitale e torna al suo stato originario. I Digimon dei Domatori regrediscono improvvisamente alle loro forme di livello primo stadio e sono costretti a tornare a Digiworld. Il padre di Henry spiega che non c'era altra scelta per essere certi che tutti vivessero, anche se in mondi diversi. Tuttavia, dopo la partenza dei Digimon, Henry sorride e poi scuote la testa, facendo intendere al padre di aver compreso e facendolo scoppiare in lacrime: il padre di Henry è infatti consapevole di quanto tutto ciò sia colpa sua e chiede al figlio di perdonarlo. Prima di partire, Impmon chiede a Jeri di perdonarlo per aver ucciso Leomon e la ragazza, senza pensarci troppo, gli concede il suo perdono, con sorpresa del Digimon. Nell'epilogo della serie, Takato non riesce a smettere di pensare a Guilmon e, percependo un Digignomo volare via dal nascondiglio del suo amico, vi si reca e trova nuovamente il portale per Digiworld. |                   |                  |

## Edizioni home video

### Giappone
La Toei Video, ramo della Toei Animation relativo alla distribuzione, distribuì un totale di dodici DVD relativi a Digimon Tamers in Giappone tra il 21 gennaio ed il 6 dicembre 2002. La serie è stata anche distribuita sotto forma di box set da nove dischi il 25 aprile 2007 dalla Happinet Pictures.
| Distribuzioni in DVD della Toei Video | Distribuzioni in DVD della Toei Video | Distribuzioni in DVD della Toei Video | Distribuzioni in DVD della Toei Video | Distribuzioni in DVD della Toei Video | Distribuzioni in DVD della Toei Video | Distribuzioni in DVD della Toei Video | Distribuzioni in DVD della Toei Video | Distribuzioni in DVD della Toei Video |
| Volume                                | Data di uscita                        | Dischi                                | Episodi                               |                                       | Volume                                | Data di uscita                        | Dischi                                | Episodi                               |
| ------------------------------------- | ------------------------------------- | ------------------------------------- | ------------------------------------- | ------------------------------------- | ------------------------------------- | ------------------------------------- | ------------------------------------- | ------------------------------------- |
| 1                                     | 21 gennaio 2002                       | 1                                     | 4                                     | 7                                     | 21 luglio 2002                        | 1                                     | 4                                     |                                       |
| 2                                     | 21 febbraio 2002                      | 1                                     | 4                                     | 8                                     | 9 agosto 2002                         | 1                                     | 4                                     |                                       |
| 3                                     | 21 marzo 2002                         | 1                                     | 4                                     | 9                                     | 21 settembre 2002                     | 1                                     | 4                                     |                                       |
| 4                                     | 21 aprile 2002                        | 1                                     | 4                                     | 10                                    | 21 ottobre 2002                       | 1                                     | 5                                     |                                       |
| 5                                     | 21 maggio 2002                        | 1                                     | 4                                     | 11                                    | 21 novembre 2002                      | 1                                     | 5                                     |                                       |
| 6                                     | 21 giugno 2002                        | 1                                     | 4                                     | 12                                    | 6 dicembre 2002                       | 1                                     | 5                                     |                                       |

### Nord America
La Alliance Entertainment Corporation ha distribuito in Nord America un box set composto da cinque dischi degli episodi doppiati in inglese.